# As-Sajjadi
As-Sajjadi (arab. الصيادى) – wieś w Syrii, w muhafazie Idlib. W 2004 roku liczyła 835 mieszkańców.